# Aralia parasitica
Aralia parasitica là một loài thực vật có hoa trong Họ Cuồng. Loài này được (D.Don) J.Wen mô tả khoa học đầu tiên năm 1993.